# ごくメン!〜お嬢な俺とイケメンマフィア〜
『ごくメン!〜お嬢な俺とイケメンマフィア〜』（ごくメン おじょうなおれとイケメンマフィア）は、2014年6月23日に俺!プロジェクト（サンソフト）から発売されたBLゲーム・女性向け恋愛シミュレーションゲーム。
月城組のお嬢の影武者となった主人公（近藤凜）の視点で、選択したキャラクターとの恋愛が描かれる。
AppStore、Google Play、Gree、Kindle、Amebaなどでプレイできた。
2020年3月27日に突如、すべてのサービスを2020年6月2日に終了すると発表した。

## 登場人物
近藤 凜（こんどう りん）（名前変更可）
年齢：18歳 / 身長：165cm / 肩書：普通のフリーター。日給5万に釣られて、「お嬢の影武者」のバイト中。明るく元気、前向きな性格。様々なバイト経験をもち、大抵の事ならそつなく出来る。
斉藤 朱雀（さいとう すざく）
年齢：18歳 / 身長：175cm / 誕生日：1月2日 / 肩書：月城組の若中（構成員）
原田 紅葉（はらだ こうよう）
年齢：23歳 / 身長：180cm / 誕生日：2月8日 / 肩書：月城組の若中（構成員）
土方 蒼馬（ひじかた そうま）
年齢：25歳 / 身長：178cm / 誕生日：5月5日 / 肩書：月城組系蒼麗会の会長兼、月城組の幹部
沖田 浅葱（おきた あさぎ）
年齢：21歳 / 身長：175cm / 誕生日：7月15日 / 肩書：月城組系蒼麗会の若頭（組の二番手）
藤堂 アヤメ（とうどう あやめ）
【年齢：16歳 / 身長：173cm / 誕生日：11月18日 / 肩書：月城組系藤堂会の若頭（組の二番手）
レオーネ・ディ・アナトラ
年齢：29歳 / 身長：178cm / 誕生日：9月16日 / 肩書：イタリアンマフィア・アニマーレのカポ（ボス）
ファルコ・ディ・セータ
年齢：35歳 / 身長：179cm / 誕生日：3月9日 / 肩書：イタリアンマフィア・アニマーレのカポレジーム（幹部）
リョウ
年齢：20歳 / 身長：173cm / 誕生日：12月10日 / 肩書：ギャンググループSilverFangのプレジ（リーダー）
月城翁
月城組の組長。
沖田会長
沖田会の会長。浅葱の父親。
藤堂会長
藤堂会の会長。アヤメの父親。

## スタッフ
- プロデューサー：ばさしの
- キャラクターデザイン：いもこ